# Kanika Maheshwari
Kanika Maheshwari (née le 24 avril 1981) est une actrice de télévision et du cinéma indien. Elle est surtout connue pour ses rôles dans des séries comme Kahaani Ghar Ghar Kii, Raja Ki Aayegi Baraat, Kabhi Aaye Na Judaai, Viraasat, Geet - Hui Sabse Parayi et Diya Aur Baati Hum. Kanika remporte les Zee Gold Awards (2012-2013) et Indian Telly Awards (en) (2012) dans la catégorie d'actrice dans un rôle négatif. Elle a repris son rôle de Meenakshi Vikram Rathi dans la suite de Diya Aur Baati Hum, Tu Sooraj, Main Saanjh Piyaji.  

## Biographie
Unique enfant de ses parents, Kanika Maheshwari est née à Aligarh, d'où sa famille a déménagé à New Delhi.

## Filmographie et télévision
| Année     | Film                                                                          | Rôle                                | Directeur | Langue          | Notes                                                                                             | Réf.   |
| --------- | ----------------------------------------------------------------------------- | ----------------------------------- | --- | --------------- | ------------------------------------------------------------------------------------------------- | ------ |
| 2001-2002 | Kabhi Aaye Na Judaai (en)                                                     |                                     | Santosh Bhatt | hindi           | Premier rôle                                                                                      | [ 3 ]  |
| 2003      | Lipstick (en)                                                                 |                                     | Bhushan Patel | hindi           |                                                                                                   | [ 3 ]  |
| 2004-2005 | Kahaani Ghar Ghar Kii                                                         | Neelima Garg                        | Arvind Babbal, Anil V. Kumar, Bharat Bhatia, Garry Bhinder, Rakesh Malhotra, Partho Mitra, Rajesh Babbar, Ravindra Gautam, Santosh Kolhe, Deepak Chavan, Rajesh Sethi, Swapnil Mahaling (Shahane), Anand Raut, Ajay Veermal, Ashish Shrivastav, Anoop Chaudhary, V.G Roy | hindi           |                                                                                                   | [ 4 ]  |
| 2004-2005 | Hey...Yehii To Haii Woh!                                                      | Shahana                             | Rakesh Sarang | hindi           |                                                                                                   | [ 5 ]  |
| 2005      | Reth                                                                          |                                     | Mohinder Pratap Singh, Rajan Shahi, Shefali Shah |                 |                                                                                                   | [ 4 ]  |
| 2005      | Kkavyanjali                                                                   |                                     | Anil V Kumar, Garry Bhinder, Jasbir Bhatti, Deepak Chavan | pendjabi, hindi |                                                                                                   |        |
| 2005      | Piya Ka Ghar                                                                  | Mantara                             | Chander H. Bahl, Pawan Kumar Marut, Nikhil Sinha | hindi           |                                                                                                   | [ 4 ]  |
| 2006      | Ek Ladki Anjaani Si                                                           |                                     | |                 |                                                                                                   |        |
| 2006      | Viraasat                                                                      | Juhi Lamba                          | Arvind Babbal | hindi           |                                                                                                   | [ 4 ]  |
| 2006      | India Calling                                                                 | Ami                                 | |                 |                                                                                                   | ,      |
| 2007      | Sinndoor Tere Naam Ka                                                         | Sneha                               | Yash Chauhan, Abhishek Dudhaiya, Santosh Bhatt, Manoj Krishanater | hindi           |                                                                                                   | [ 7 ]  |
| 2007      | Dill Mill Gayye                                                               | Maya                                | Nissar Parvez, Amit Mallik, Aniruddh Rajderekar, Arshad Khan, Vikram V Labhe, Rahul Agarwal | hindi           |                                                                                                   |        |
| 2008-2010 | Raja Ki Aayegi Baraat                                                         | Rajkumari Bhoomi (Princesse Bhoomi) | Pankaj Kumar, Taraknath Mourya, Pawan Kumar | hindi           |                                                                                                   | [ 8 ]  |
| 2009      | Shaurya Aur Suhani                                                            | Princesse Mallika                   | Partho Mitra | hindi           |                                                                                                   | [ 9 ]  |
| 2010      | Geet – Hui Sabse Parayi                                                       | Sasha                               | Nissar Parvez | hindi           |                                                                                                   | [ 10 ] |
| 2011      | F.I.R.                                                                        |                                     | Shashank Bali |                 |                                                                                                   | [ 3 ]  |
| 2011-2016 | Diya Aur Baati Hum                                                            | Meenakshi Rathi (Meena)             | Sumeet Hukamchand Mittal, Rohit Raj Goyal, Maqbool Khan, Akaashdeep Chhetri, Sudesh Kotian, Rashid Beg, Jitendra Kadam | hindi           |                                                                                                   | ,      |
| 2013      | Nach Baliye (émission indienne de télé réalité de dance des couples célèbres) |                                     | Deepak Ghatani, Ashim Sen, Arun Sheshkumar | hindi           | Lors de la 6ème saison, elle a pris la 7ème place avec Ankur Ghai et a quitté le 11 janvier 2014. | ,      |
| 2017      | Dil Se Dil Tak                                                                | Madamji                             | Shashi Sumeet Mittal, Sumeet Hukamchand Mittal | hindi           | Cameo                                                                                             |        |
| 2017      | Tu Sooraj, Main Saanjh Piyaji                                                 | Meenakshi Rathi                     | Pushkar Mahabal, Yogesh Bhati | hindi           |                                                                                                   | ,      |
| 2019      | BOSS: Baap of Special Services                                                | Safia                               | Ankush Bhatt | hindi           |                                                                                                   | [ 21 ] |

## Vie privée
Kanica a épousé l'homme d'affaires Ankur Ghai, en janvier 2012. Elle a donné naissance à un garçon en avril 2015.